# Олександр Вайсберг
Олександр Вайсберг або Вайссберг, також Вайсберг-Цибульський (рос. Александр Семёнович Вайсберг-Цыбульский, нім. Alexander Weissberg-Cybulski) (8 жовтня 1901 Краков, Австро-Угорська імперія — 4 квітня 1964 Париж, Франція) — польсько-австрійський фізик єврейського походження, інженер, письменник, підприємець. Член комуністичної партії Австрії. У 1931–1937 роках працював у СРСР, в Українському фізико-технічному інституті. Був заарештований за вигаданими звинуваченнями, три роки перебував у радянських тюрмах, після чого виданий гестапо у 1940 році. Перебував у нацистських концтаборах і гетто, звідки звільнений Червоною армією 1945 року. Надалі емігрував до Великої Британії, де написав декілька книжок, в яких описав репресії сталінського і нацистського режимів.

## Біографія

### Молоді роки
Народився у Кракові в родині багатого підприємця Самуїла Вайсберга і Марії Бланкштейн. У 1906 році родина переїхала до Відня, там Олександр навчався у школі й гімназії. У 1920 році вступив до Віденського університету, паралельно навчався у Вищій технічній школі фізиці, математиці, електротехніці. У 1926 році отримав диплом інженера у галузі фізичної техніки. Тоді ж переїхав до Берліна, де викладав фізику в Вищій технічній школі, а також займався науковою роботою під керівництвом Вільгельма Вестфала.
Ще у гімназії Вайсберг цікавився політикою, з 1918 року брав участь у соціалістичному русі, пізніше вступив до Австрійської соціал-демократичної партії. У 1927 році він розійшовся у поглядах з соціалістами і вступив до Комуністичної партії Австрії. Письменник і в той час ще комуніст Артур Кестлер, який дружив з Вайсбергом, описав його як добре підготованого марксиста-діалектика, непримиренного у філософських дискусіях.

### Робота в СРСР
У березні 1931 року Вайсберг на запрошення фізика Івана Обреїмова приїхав до СРСР, щоб очолити дослідницьку групу в Українському фізико-технічному інституті (УФТІ) в Харкові. Його було призначено керівником будівництва дослідної станції глибокого охолодження для експериментів з фізики наднизьких температур. Також він доклав багато зусиль для заохочення інших іноземних фізиків до праці в УФТІ. Разом із Олександром до СРСР поїхала його подруга Єва Штрікер, з якою вони невдовзі одружилися, але 1934 розлучилися.
Під час будівництва дослідної станції проявив себе як вправний організатор, багато разів був у відрядженні у Москві, де завів знайомства у Народному комісаріаті важкої промисловості СРСР та інших установах влади, зокрема з Григорієм Орджонікідзе, Георгієм П'ятаковим, Миколою Бухаріним. Завдяки цьому Вайсбергу вдавалося швидко отримувати замовлені деталі й апаратуру для станції.
Після призначення 1934 року нового директора УФТІ Семена Давидовича Вайсберг разом з Левом Ландау виступив проти мілітаризації та бюрократизації інституту, через що Давидович поскаржився на нього до НКВС. На той час скарги не спричинили до арешту Вайсберга. Проте вже у січні 1937 року його почали викликати на допити до НКВС. Слідчий вимагав від нього зізнатися у створенні підпільної контрреволюційної організації. Вайсберг відмовлявся, паралельно залишивши посаду керівника будівництва дослідної станції і готувався полишити СРСР, поїхавши добровольцем на громадянську війну в Іспанію. Проте 1 березня 1937 Вайсберга було заарештовано.

### У тюрмах СРСР
У сукупності Вайсберг провів у в'язницях СРСР майже 4 роки. Початково він знаходився у слідчому ізоляторі Харківського управління НКВС, в одиночній камері. Звідти його перевели до харківської в'язниці Холодна гора, звідки возили на допити. Надалі Вайсберга перевели до Лук'янівської тюрми в Києві. Звідти його було відправлено до Бутирської тюрми у Москві.
Завдяки гарній пам'яті науковця та інженера Вайсберг запам'ятав найменші деталі свого перебування в тюрмі. У своїй книзі через 11 років після звільнення з СРСР він відтворив прізвища слідчих та арештантів, обставини й часові рамки допитів, особливості тюремного побуту, які після відкриття архівів на початку 1990-х років повністю підтвердилися.
Як згадував сам Вайсберг, найгіршим для нього було зізнатися у зраді ідеалам комунізму та у шпигунстві на користь фашизму, до чого його схиляли слідчі НКВС. Він вважав це втратою репутації в очах європейських комуністів. Тому він узяв на себе «провину» лише в участі в «троцькістській змові», оскільки європейські комуністичні організації дозволяли наявність різних течій у комуністичному русі.

## Книжки
Написав дві книжки про репресії в СРСР та на окупованих Німеччиною землях. Перша книжка вийшла 1951 року в лондонському видавництві «Геміш Гамілтон» під назвою «Змова мовчання» (англ. Conspiracy of Silence), того ж року її перевидало видавництво «Simon & Schuster» у Нью-Йорку під назвою «Звинувачений» (англ. The Accused), а також вона вийшла у Франкфурті-на-Майні у видавництві журналу «Frankfurter Hefte» під назвою «Відьомський шабаш. Росія в горнилі чисток» (нім. Hexensabbat. Russland im Schmelzetiegel der Sauberungen). Пізніше книжку було перевидано у Франції, Чехословаччині, Польщі. Польський переклад 1990 року вийшов з передмовою письменника Ґустава Герлінґа-Ґрудзінського, також в'язня радянської тюрми.
В Україні книжку було видано під назвою «Холодна гора» 2010 року
1956 року вийшла друга книжка Вайсберга «Адвокат мертвих. Історія Джоела Бренда» (нім. Die Geschichte von Joel Brand), присвячена історії євреїв під час нацистських переслідувань. Головний герой книжки — румунський німець Джоел Бренд, який намагався врятувати угорських євреїв під час німецької окупації Угорщини 1944 року. Надалі книжку 1958 року видало англійською мовою видавництво Андре Дойча. Співавтором книжки виступив сам Джоел Бренд.